# Línea M-251 (Área de Málaga)
La línea M-251 es una ruta de transporte público en autobús interurbano del Consorcio de Transporte Metropolitano del Área de Málaga. Une Málaga con Colmenar, haciendo parada en el término municipal de Casabermeja, gracias al levantamiento de la prohibición de tráfico realizado por el Consorcio.
Esta línea de autobús atiende, además, a los núcleos de Urbanización El Alcaide, Cementerio judío de Casabermeja y al Polígono Industrial Virgen de la Candelaria.

## Detalles de la línea
| Línea | Trayecto        | Recorrido y Horarios | Plano |
| ----- | --------------- | -------------------- | ----- |
| M-251 | Málaga-Colmenar | Recorrido y Horarios | Plano |